# میدان گارگین نژده
میدان گارگین نژده (ارمنی: Գարեգին Նժդեհի Հրապարակ Garegin Nzhdehi hraparak) سابقاً میدان سورن اسپانداریان (ارمنی: Սուրեն Սպանդարյանի հրապարակ Souren Spandaryani hraparak), دومین میدان بزرگ در شهر ایروان می‌باشد. این میدان در ناحیه شنگاویت جنوب بخش مرکزی شهر واقع شده است. این میدان توسط خیابان‌های قطع می‌شود که عبارتنداز: گارگین نژده، یغبایروتیون و باگراتونیانتس. این میدان رسماً در تاریخ ۳۰ آوریل ۱۹۵۹ گشایش یافت.
تا سال ۱۹۹۰ مجسمه رهبر بلشویک، سورن اسپانداریان در این میدان نصب بود. این میدان در ۲۵ مه ۱۹۹۱ به گارگین نژده، قهرمان ملی ارمنی‌ها تغییر نام یافت.
ایستگاه متروی میدان گارگین نژده و سالن «مترو تئاتر» در زیر این میدان واقع شده است.

## نگارخانه

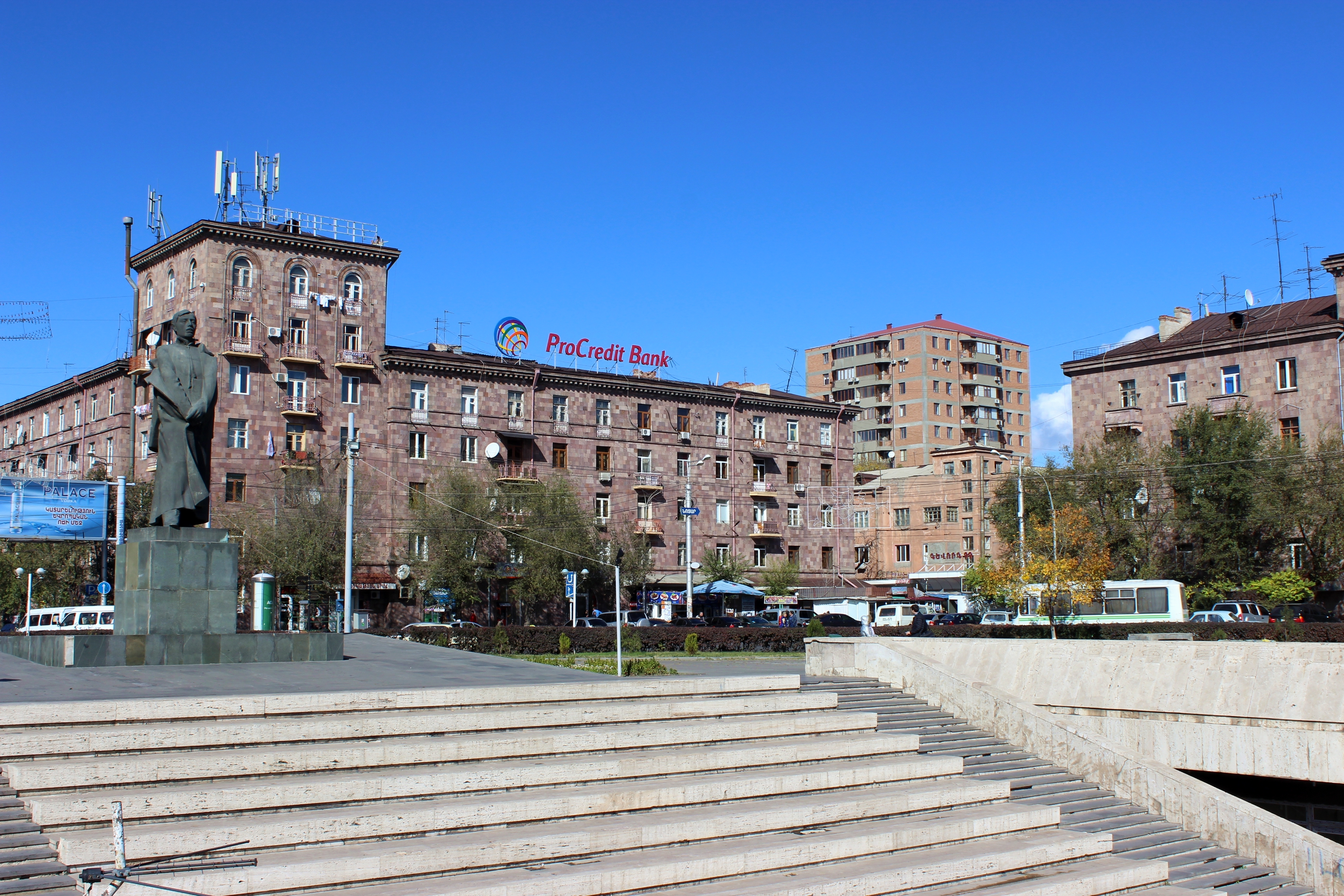
ورودی به ایستگاه متروی میدان گارگین نژده
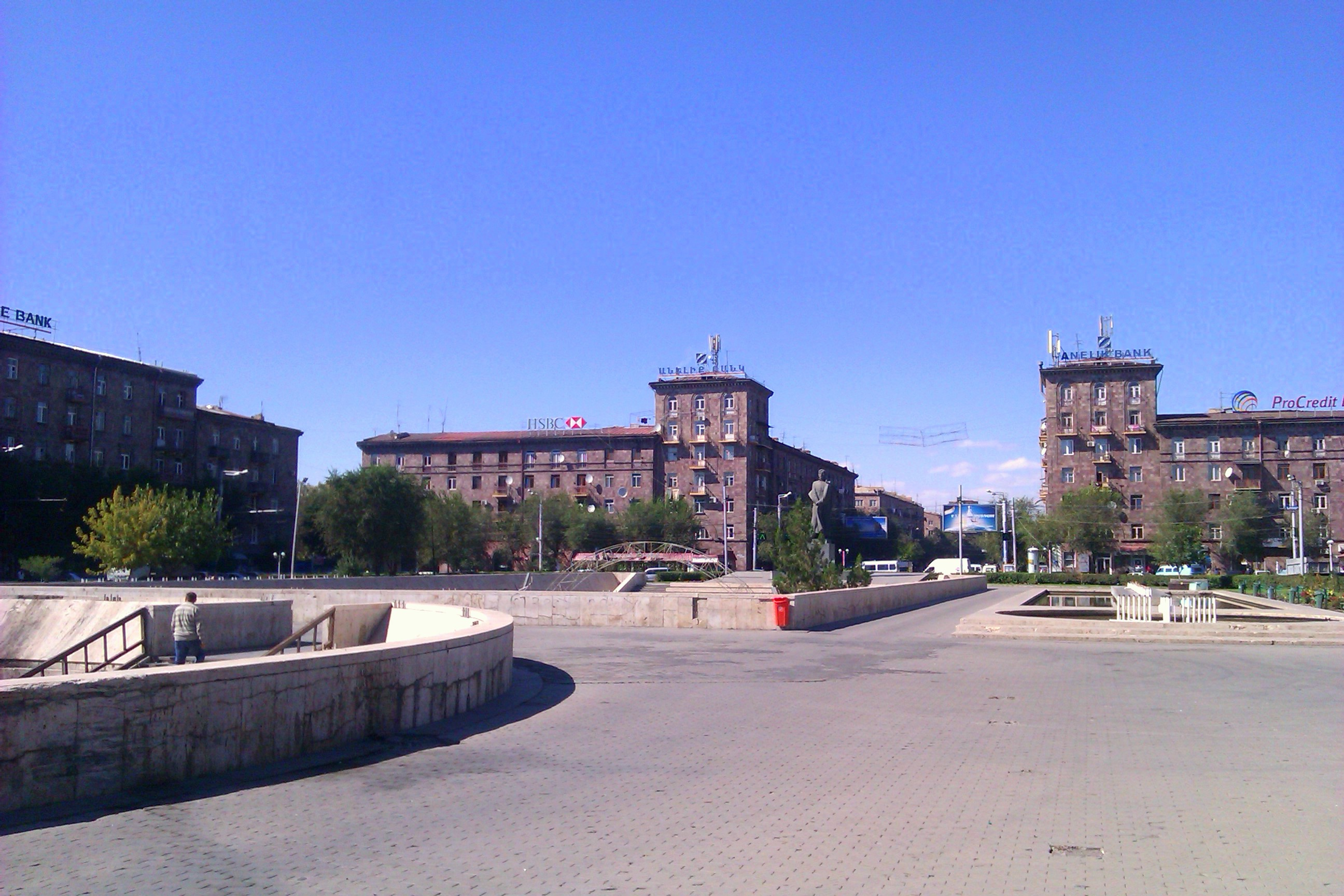
نمای عمومی